# Albin Dunajewski
Albin Dunajewski (Stanisławów, 1 maart 1817 - Krakau, 19 juni 1894) was de 69e bisschop van Krakau. Hij was een telg van het Poolse heraldische clan Sas. Dunajewski was de eerste bisschop van Krakau in 27 jaar nadat zijn voorganger Karol Skórkowski verbannen werd.
Als bisschop van Krakau liet hij de Wawelkathedraal renoveren. Hij zou uiteindelijk ook in de kathedraal begraven worden.
Dunajewski werd na een dringende oproep van het College van Kardinalen in 1890 door Paus Leo XIII tot priester-kardinaal verheven.

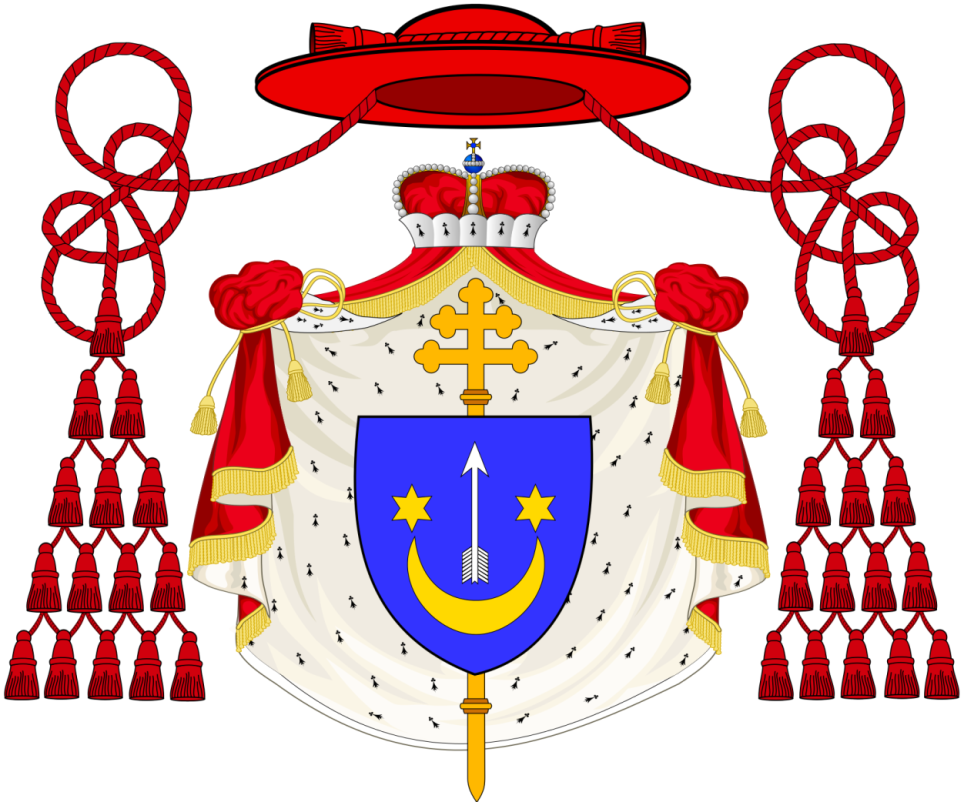
Wapen van Dunajewski

- Gemeinsame Normdatei: 122301676
- International Standard Name Identifier: 0000 0001 0877 4324
- Library of Congress Control Number: n2007034225
- Virtual International Authority File: 20560115
- WorldCat: E39PBJrRgcKVTqgq9mhPYcqbBP